# 巴里布拉赫马纳
巴里布拉赫马纳（Bari Brahmana），是印度查谟-克什米尔邦Jammu县的一个城镇。总人口31616（2001年）。

## 人口
该地2001年总人口31616人，其中男性16868人，女性14748人；0—6岁人口4357人，其中男2374人，女1983人；识字率61.29%，其中男性为67.85%，女性为53.79%。